# Capodimonte
För andra betydelser, se Capodimonte (olika betydelser).
Capodimonte är en ort och kommun i provinsen Viterbo i regionen Lazio i Italien. Kommunen hade 1 694 invånare (2018).